# Jennifer Nichols
Jennifer Nichols, ameriška lokostrelka, * 4. oktober 1983.
Sodelovala je na lokostrelskem delu poletnih olimpijskih igrah leta 2004, kjer je osvojila 9. mesto v individualni in 13. mesto v ekipni konkurenci.